# Effectif actuel du Crunch de Syracuse
| No    | Nom                  | Nat. | Position       | Arrivée |
| ----- | -------------------- | ---- | -------------- | ------- |
| +033, | Maxime Lagacé        |      | Gardien de but |         |
| +060, | Hugo Alnefelt        |      | Gardien de but |         |
| +004, | Trevor Carrick       |      | Défenseur      |         |
| +020, | Ryan Jones           |      | Défenseur      |         |
| +021, | Jack Thompson        |      | Défenseur      |         |
| +024, | Darren Raddysh – A   |      | Défenseur      |         |
| +044, | Tyson Feist          |      | Défenseur      |         |
| +072, | Declan Carlile       |      | Défenseur      |         |
| +074, | Sean Day             |      | Défenseur      |         |
| +009, | Gabriel Fortier      |      | Centre         |         |
| +012, | Alex Barré-Boulet    |      | Centre         |         |
| +015, | Simon Ryfors         |      | Centre         |         |
| +016, | Shawn Element        |      | Centre         |         |
| +019, | Bennett MacArthur    |      | Ailier gauche  |         |
| +022, | Pierre-Cédric Labrie |      | Ailier gauche  |         |
| +036, | Felix Robert         |      | Centre         |         |
| +039, | Gage Goncalves       |      | Centre         |         |
| +040, | Gabriel Dumont – C   |      | Centre         |         |
| +046, | Gemel Smith          |      | Centre         |         |
| +054, | Lucas Edmonds        |      | Ailier droit   |         |
| +062, | Jack Finley          |      | Centre         |         |
| +077, | Grant Mismash        |      | Ailier gauche  |         |
| +080, | Ilya Usau            |      | Centre         |         |
| +085, | Daniel Walcott – A   |      | Ailier gauche  |         |